# Emilio Sánchez Perrier

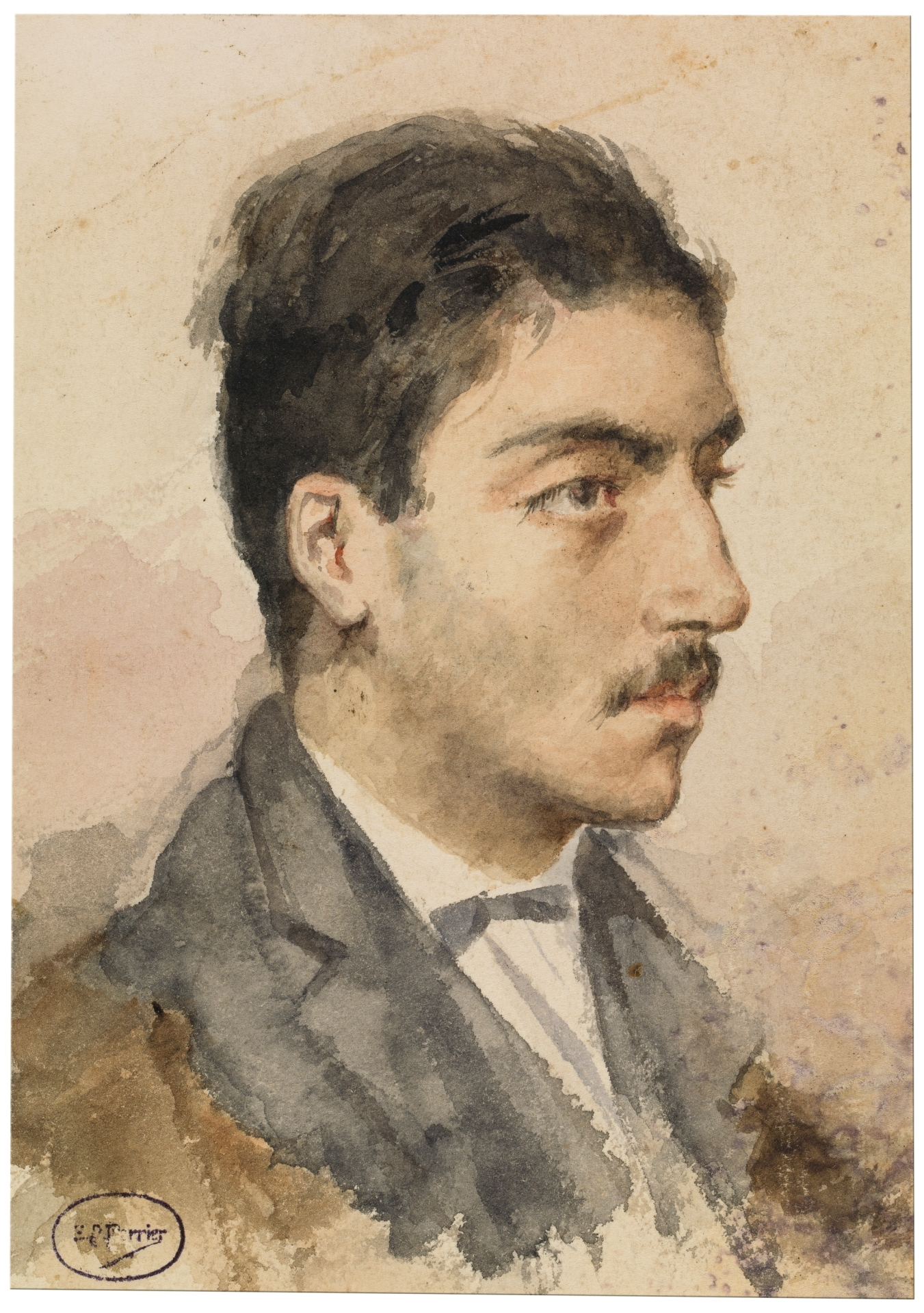
Autorretrato. Acuarela, c. 1880. Gabinete de Dibujos, Estampas y Fotografías del Museo del Prado, donación Fundación Tatiana Pérez de Guzmán el Bueno.

Emilio Sánchez Perrier (Sevilla, 1855-Alhama de Granada, 1907) fue un paisajista y acuarelista español que también desarrolló temas orientalistas.

## Biografía

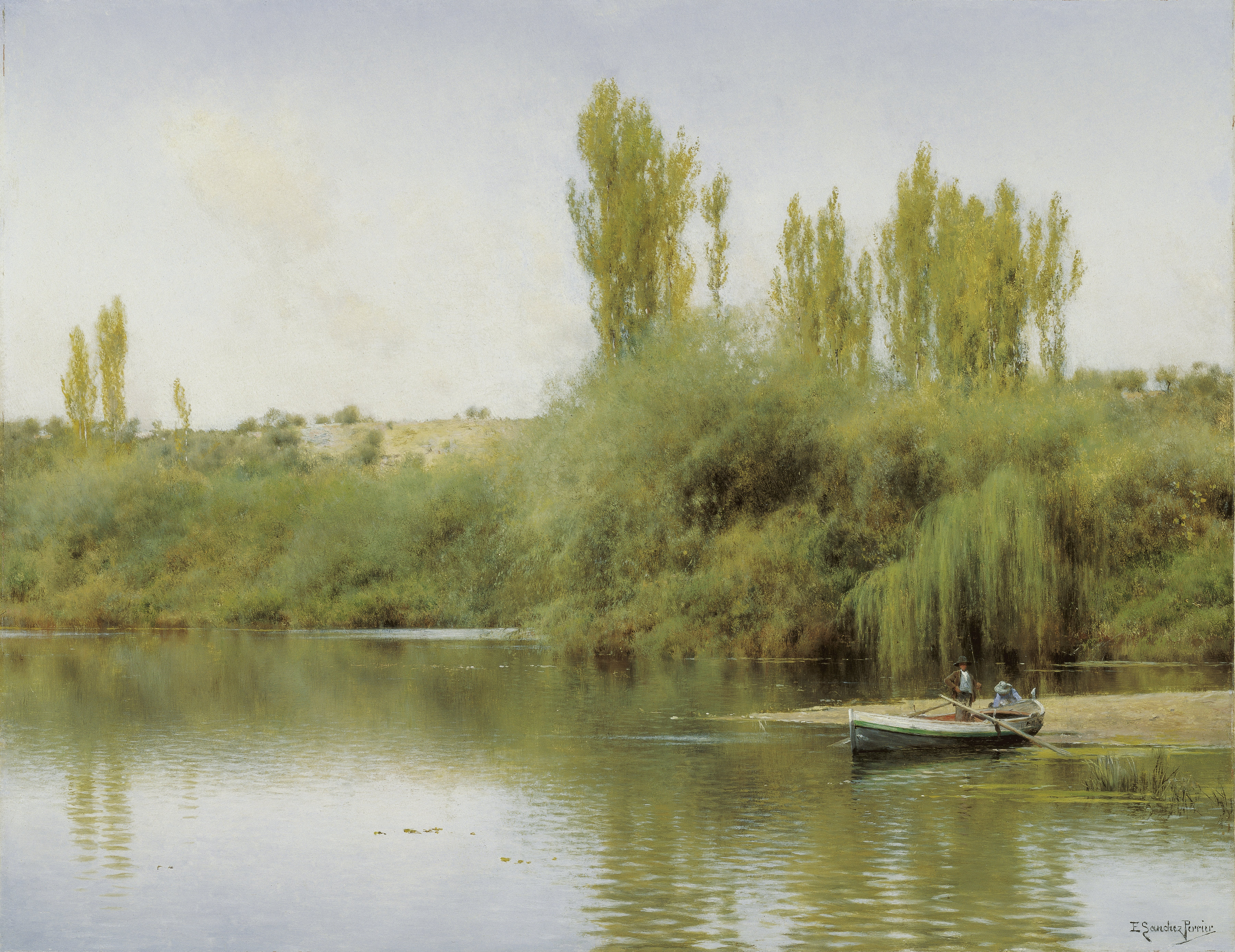
Emilio Sánchez Perrier, circa 1890, "Orillas del río Guadaira con barco", 31.7 x 40.6 cm, Museo Carmen Thyssen Málaga.

A los trece años de edad, mientras trabajaba como relojero con su padre, entró en la Escuela de Bellas artes de Sevilla, donde siguió las enseñanzas de Joaquín Domínguez Bécquer y Eduardo Cano. En el curso de sus viajes plenairistas toma contacto en 1877 con Carlos de Haes, incorporándose a su Cátedra de paisaje en la Real Academia de Bellas Artes de San Fernando de Madrid. 
En 1879 viajó a París, donde acudió a los estudios de Auguste Bolard, Jean-Léon Gérôme y Félix Ziem. También tomó contacto con los paisajistas de Fontainebleau y la Escuela de Barbizon, y permaneció atento a la aparición y avances de la fotografía.
Trabajó en Venecia, Gran Bretaña y ciudades del Norte de África como Tánger, donde desarrolló su doble vertiente de paisajista y orientalista.
Hacia 1880 regresó a España, siendo poco después nombrado miembro de la Academia de Bellas Artes de Sevilla. Visitó con asiduidad la localidad de Alcalá de Guadaíra para reunirse con los artistas del círculo del pintor Manuel Ussel de Guimbarda. También estuvo trabajando en Granada, junto a Martín Rico. 

 
Hacia 1896 le diagnostican tuberculosis, enfermedad de la que murió en 1907.

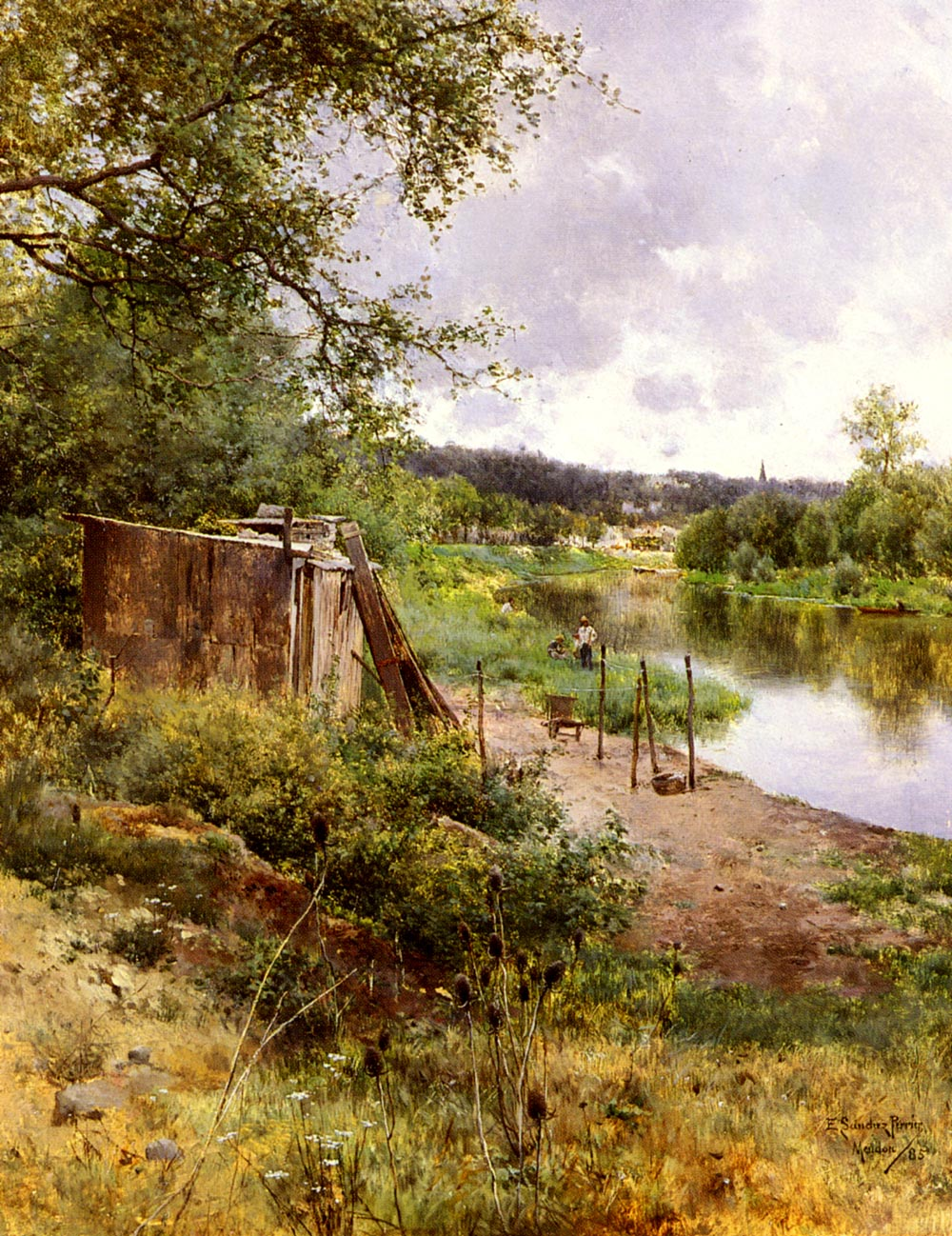
En la orilla del río (1885).

## Obra
La obra de Sánchez Perrier se centra en la pintura de paisajes y escenas acuáticas. En el mercado internacional es quizá más conocido por sus vistas de Venecia. Su estilo evolucionó del místico post-romanticismo de la escuela andaluza de comienzos del siglo XIX, al realismo más luminoso de Barbizón y los primeros impresionistas. Una buena muestra de su obra general se expone en distintos museos de Andalucía, aunque la mayor parte se encuentra en colecciones privadas de todo el mundo.

### Participaciones y premios
- En 1878 en la Exposición Nacional de Bellas Artes (Madrid).
- En 1879 en Cádiz, en la exposición regional, donde recibe la medalla de oro.
- Desde 1880 hasta 1886 participó en el Salón del Artista Francés, y en 1889 en la Exposición Universal parisina, donde recibe la medalla de plata y consigue un año después el título de miembro de la Sociedad Nacional de Bellas Artes.
- Segunda medalla en la Exposición Nacional de 1890, en Madrid.

### Algunas obras
- "Paseando en la barca" (ca. 1890) Museo Carmen Thyssen Málaga.
- "Escena de huertos extramuros en Sevilla", Museo de Bellas Artes de Sevilla.
- "Invierno en Andalucía" (1880) Museo Carmen Thyssen Málaga.
- "Paisaje de Gisors" (ca. 1895) Museo del Prado.
- "Febrero" (1890) Museo del Prado.
- "Vista de Venecia" (1885) Museo de Bellas Artes de Málaga.